# Stigmatomma degeneratum
Stigmatomma degeneratum is een mierensoort uit de onderfamilie van de Amblyoponinae. De wetenschappelijke naam van de soort is voor het eerst geldig gepubliceerd in 1957 door Borgmeier.